# Seznam švicarskih astronomov
Seznam švicarskih astronomov.

## B
- William Otto Brunner (1878 – 1958)
- Joost Bürgi (1552 – 1632)

## C
- Johann Baptist Cysat (1586 – 1657)

## E
- Leonhard Euler (1707 – 1783)

## F
- Nicolas Fatio de Duillier (1664 – 1753)

## G
- Johannes Geiss (1926 – 2020) (nemško-ameriško-švicarski)
- Paul Guldin (1577 – 1643)

## L
- Johann Heinrich Lambert (1728 – 1777)

## M
- Michel Mayor (1942 –)

## Q
- Didier Queloz (1966 –)

## T
- Robert Julius Trumpler (1886 – 1956)

## W
- Paul Wild (1925 – 2014)
- Rudolf Johann Wolf (1816 – 1893)

## Z
- Fritz Zwicky (1898 – 1974)